# Édito de Tolerância

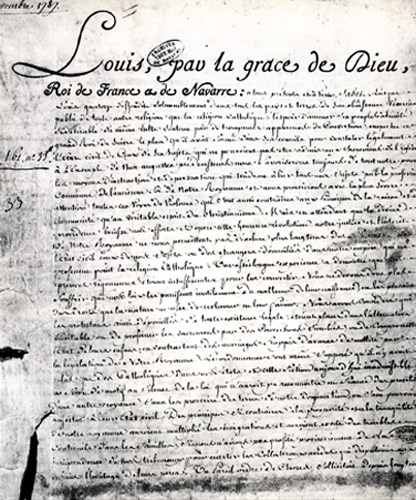
Édito de Tolerância, firmado por Luís XVI (1787).

O Édito de Tolerância de 29 de novembro de 1787, também chamado Édito de Versalhes foi um ato de Luís XVI que concedia aos protestantes o direito ao registro civil. Marca o fim das perseguições aos huguenotes.
Desde o fim dos anos 1760, havia uma pressão social e política pelo reconhecimento legal dos não católicos — ou mais exatamente, dos protestantes, pois os judeus não eram considerados súditos do rei da França.
O problema mais urgente era o do registro civil, particularmente dos casamentos que eram juridicamente nulos, por não serem celebrados na igreja — originando numerosas contestações.
Em 1785, La Fayette, de volta da Guerra da Independência dos Estados Unidos, milita em favor da "emancipação" dos protestantes franceses. Também o ministro Malesherbes era favorável, desde muito tempo antes, à ideia de um casamento civil para os protestantes e usou de sua influência para que o édito fosse assinado por Luís XVI, em 7 de novembro de 1787, e posteriormente registrado pelo parlamento, em 29 do mesmo mês.
O documento limitava-se apenas ao registro civil daqueles que "não professam a religião católica" e autorizava o casamento não religioso mediante uma simples declaração diante de um juiz ou do cura da paróquia, agindo na qualidade de oficial de registro civil. Nascimentos e mortes seriam registrados da mesma forma. A maioria dos protestantes acolheu bem o texto e passou a regularizar seus casamentos e o nascimento dos filhos.
De todo modo, o édito reafirmava o Catolicismo como religião oficial do reino. O acesso a cargos públicos e ao ensino continuava proibido aos não católicos. Tampouco era concedida liberdade de consciência e de culto — que só seria instituída após a Revolução Francesa.